# Ester Portugal
Ester Maria de Moura Portugal (Moçambique, 4 de Julho de 1921 - Lisboa, 30 de Novembro de 2015) foi uma aviadora portuguesa natural de Moçambique, uma ex-colónia portuguesa. 
Foi a primeira mulher a obter um brevete, facto que ocorreu no dia 18 de dezembro de 1941, no Aero Clube da Beira; contudo, a cerimónia de imposição de asas apenas ocorreu no dia 30 de maio do ano seguinte.
É descendente do cientista Bento de Moura Portugal (1702 - 1766). Foi casada com Manuel Carneiro Deveza.